# Селігмен (Аризона)
Селігмен (англ. Seligman) — переписна місцевість (CDP) в США, в окрузі Явапай штату Аризона. Населення — 446 осіб (2020).

## Географія
Селігмен розташований за координатами 35°19′32″ пн. ш. 112°51′26″ зх. д. / 35.32556° пн. ш. 112.85722° зх. д. (35.325600, -112.857246).  За даними Бюро перепису населення США в 2010 році переписна місцевість мала площу 16,60 км², уся площа — суходіл.

### Клімат
| Клімат : Селігмен                     | Клімат : Селігмен | Клімат : Селігмен | Клімат : Селігмен | Клімат : Селігмен | Клімат : Селігмен | Клімат : Селігмен | Клімат : Селігмен | Клімат : Селігмен | Клімат : Селігмен | Клімат : Селігмен | Клімат : Селігмен | Клімат : Селігмен | Клімат : Селігмен |
| Показник                              | Січ.              | Лют.              | Бер.              | Квіт.             | Трав.             | Черв.             | Лип.              | Серп.             | Вер.              | Жовт.             | Лист.             | Груд.             | Рік               |
| Абсолютний максимум, °C               | 26,1              | 28,9              | 32,2              | 33,3              | 37,2              | 40,6              | 43,3              | 41,1              | 38,3              | 33,9              | 29,4              | 23,9              | 43,3              |
| Середній максимум, °C                 | 11,7              | 13,6              | 17,1              | 21,2              | 26,3              | 31,7              | 33,7              | 32,2              | 29,2              | 23,3              | 16,6              | 11,6              | 22,3              |
| Середній мінімум, °C                  | −4,8              | −3,7              | −1,8              | 0,9               | 4,8               | 8,8               | 13,5              | 13,2              | 9,0               | 3,1               | −1,9              | −5,2              | 3,0               |
| Абсолютний мінімум, °C                | −27,8             | −24,4             | −20,6             | −12,2             | −10               | −3,3              | 0,6               | 1,1               | −3,3              | −11,1             | −20,6             | −27,2             | −27,8             |
| Норма опадів, мм                      | 30                | 29                | 28                | 14                | 9                 | 7                 | 46                | 55                | 36                | 28                | 22                | 23                | 328               |
| Днів з опадами                        | 4,6               | 4,6               | 5,2               | 2,8               | 2,7               | 1,9               | 7,6               | 8,4               | 4,7               | 3,5               | 3,0               | 4,9               | 53,9              |
| Днів зі снігом                        | 1,6               | 1,1               | ,8                | ,3                | 0                 | 0                 | 0                 | 0                 | 0                 | ,1                | ,4                | 1,4               | 5,7               |
| ------------------------------------- | ----------------- | ----------------- | ----------------- | ----------------- | ----------------- | ----------------- | ----------------- | ----------------- | ----------------- | ----------------- | ----------------- | ----------------- | ----------------- |
| Джерело: NOAA (extremes 1904–present) |                   |                   |                   |                   |                   |                   |                   |                   |                   |                   |                   |                   |                   |

## Демографія
Згідно з переписом 2010 року, у переписній місцевості мешкало 445 осіб у 207 домогосподарствах у складі 104 родин. Густота населення становила 27 осіб/км².  Було 292 помешкання (18/км²).
Расовий склад населення:
| - 80,7 % — білих - 5,8 % — корінних американців - 1,3 % — чорних або афроамериканців - 0,2 % — азіатів - 6,3 % — осіб інших рас |

До двох чи більше рас належало 5,6 %. Частка іспаномовних становила 20,0 % від усіх жителів.
За віковим діапазоном населення розподілялося таким чином: 19,1 % — особи молодші 18 років, 58,7 % — особи у віці 18—64 років, 22,2 % — особи у віці 65 років та старші. Медіана віку мешканця становила 48,0 року. На 100 осіб жіночої статі у переписній місцевості припадало 87,0 чоловіків;  на 100 жінок у віці від 18 років та старших — 96,7 чоловіків також старших 18 років.
За межею бідності перебувало 26,1 % осіб, у тому числі 44,6 % дітей у віці до 18 років та 14,5 % осіб у віці 65 років та старших.
Цивільне працевлаштоване населення становило 277 осіб. Основні галузі зайнятості: освіта, охорона здоров'я та соціальна допомога — 18,4 %, виробництво — 17,3 %, роздрібна торгівля — 15,2 %.